# Batalhas de Barfleur e La Hougue
As Batalhas de Barfleur e La Hougue ocorreram durante a Guerra dos Nove Anos, entre 29 de maio e 14 de junho de 1692. A primeira foi travada perto de Barfleur em 29 de maio, com ações posteriores ocorrendo entre 30 de maio e 14 de junho em Cherbourg e Saint-Vaast-la-Hougue na Normandia, França.
A tentativa francesa de restaurar Jaime II ao trono inglês, a Guerra Guilhermina na Irlanda, terminou em derrota em outubro de 1691. Em vez disso, uma frota de 44 navios de linha sob o comando do Almirante Anne Hilarion de Tourville deveria transportar uma força de invasão comandada por Bernardin Gigault de Bellefonds. Os navios anglo-holandeses passavam o inverno em portos separados, e Tourville recebeu ordens de fazer-se ao mar o mais cedo possível, esperando interceptá-los antes que pudessem se unir. No entanto, quando ele finalmente o fez no final de maio, as duas frotas sob o comando do Almirante Edward Russell, 1º Conde de Orford, já haviam se encontrado e eram 82 fortes embarcações quando encontraram os franceses no Cabo Barfleur.
Seguindo suas instruções, Tourville atacou e infligiu inúmeras baixas às tripulações anglo-holandesas, mas, após um confronto que deixou muitos navios de ambos os lados danificados, ele finalmente se desvencilhou. A frota anglo-holandesa perseguiu os franceses em menor número nos portos de Cherbourg e La Hougue, destruindo um total de quinze navios e encerrando a ameaça à Inglaterra.

## Antecedentes

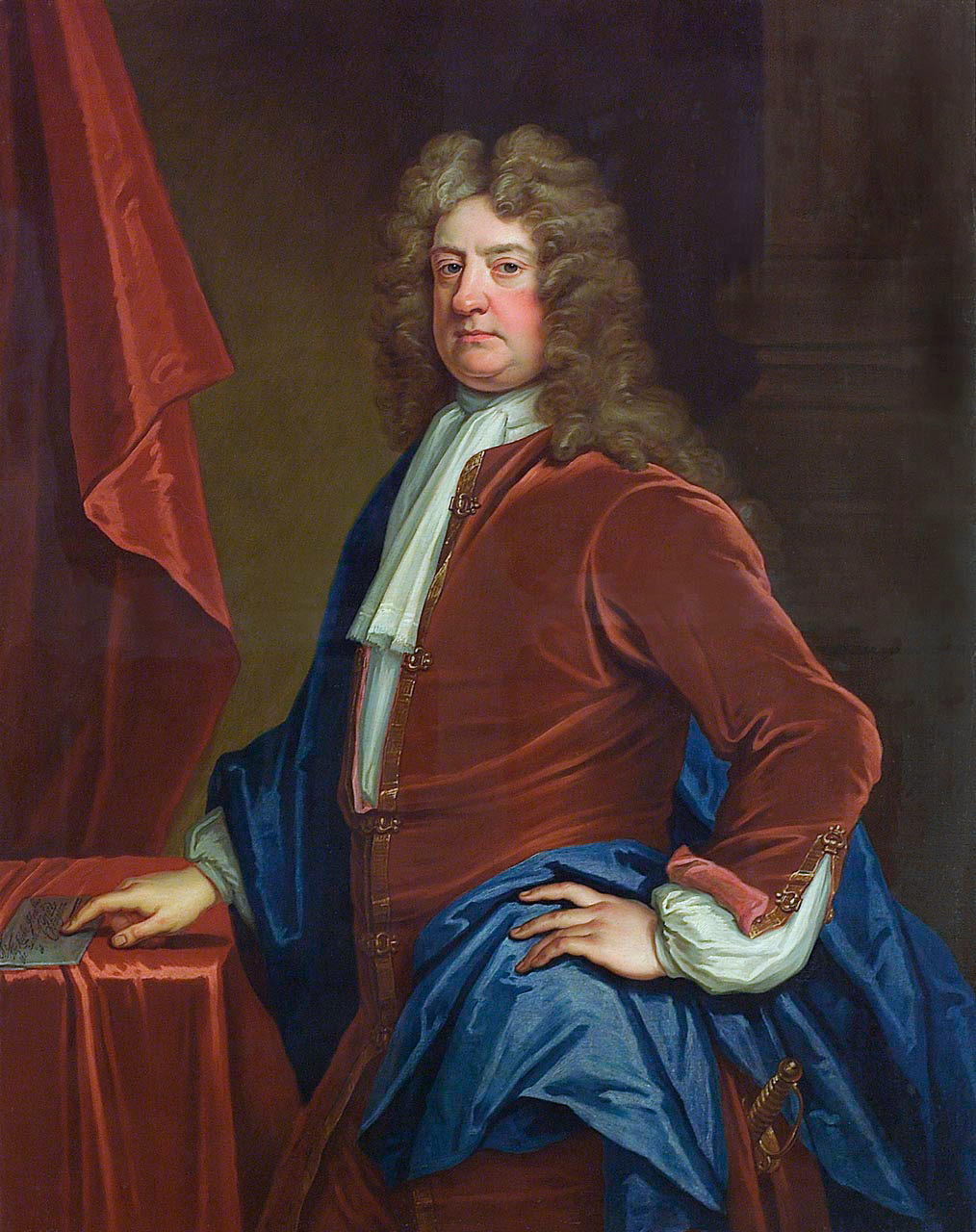
Um retrato de Edward Russell, por Thomas Gibson.

A vitória francesa na batalha de Beachy Head dois anos antes, em junho de 1690, abriu a possibilidade de destruir uma parte significativa da frota anglo-holandesa e desembarcar um exército invasor na Grã-Bretanha. O rei Luís XIV e seu ministro naval, Luís Phélypeaux, conde de Pontchartrain, planejaram desembarcar um exército na Inglaterra e restaurar Jaime II no trono. Eles planejaram lançar a invasão em abril de 1692, que era mais cedo do que as frotas inglesas e holandesas separadas deveriam fazer para o mar e se unir. Grande parte da força de invasão seria composta pelo Exército Real Irlandês que tinha ido para o exílio no chamado voo dos gansos selvagens após o cerco de Limerick, em 1691.
As tropas foram reunidas em Saint-Vaast-la-Hougue. A cavalaria e os canhões deveriam ser carregadas em transportes em Le Havre. O comandante francês, Almirante Anne Hilarion de Tourville deveria trazer a frota francesa de Brest, reunir os transportes e as tropas, então lutar contra a frota inglesa e desembarcar o exército na Inglaterra. Apesar de Tourville estar no comando da frota, as decisões estratégicas deveriam ser tomadas por Jaime II, François d'Usson de Bonrepaus e Bernardin Gigault de Bellefonds.
No entanto, a frota francesa não conseguiu se concentrar a tempo. Victor Marie d'Estrées e a frota de Toulon foram derrotados no Estreito de Gibraltar, perdendo dois navios em uma tempestade, e Villette Mursay com o esquadrão Rochefort foi atrasado. A frota de Brest de Tourville estava com falta de pessoal, e quando ele partiu, em 4 de maio, foi forçado a deixar 20 navios sob o comando de François Louis Rousselet de Châteaurenault para trás. Sua frota foi ainda mais atrasada por ventos adversos, e não passou por Berteaume Roads até 12 de maio.
Tourville entrou no Canal da Mancha com 37 navios de linha, acompanhado por sete navios de fogo, além de fragatas, batedores e transportes. Ele foi acompanhado em 15 de maio por Villette e o esquadrão Rochefort, sete navios de linha e embarcações auxiliares, dando a Tourville uma frota combinada de 44 navios mais embarcações auxiliares, 70 ou 80 velas no total. Enquanto isso, a frota aliada estava se reunindo em Saint Helens na Ilha de Wight. O Vice-Almirante Sir Ralph Delaval chegou em 8 de maio. No dia seguinte, ele foi acompanhado por Richard Carter, que estava no canal ocidental guardando um comboio e entregando tropas para Guernsey. Os holandeses haviam despachado uma frota, sob o comando de Philips van Almonde, do Texel em abril, que estava indo para o sul. O Almirante Sir John Ashby partiu do Nore em 27 de abril.
O Almirante da frota Edward Russell, 1º Conde de Orford, foi atrasado até 29 de abril, mas ganhou tempo fazendo uma passagem arriscada pelo canal Gull. Ele encontrou Almonde no ancoradouro The Downs e outro esquadrão holandês no promontório Dungeness, chegando a Saint Helens na segunda semana de maio. Mais destacamentos se juntaram nos dias seguintes e, em 14 de maio, Russell tinha uma força de mais de 80 navios de linha, além dos barcos auxiliares. Assim, em 14 de maio, a frota aliada estava totalmente montada e o objetivo estratégico francês de agir com uma força concentrada enquanto os aliados estavam dispersos já estava perdido. No entanto, Luís XIV havia fornecido a Tourville ordens estritas para buscar a batalha, forte ou fraca (fort ou faible), e isso ele buscou fazer.

## A Batalha

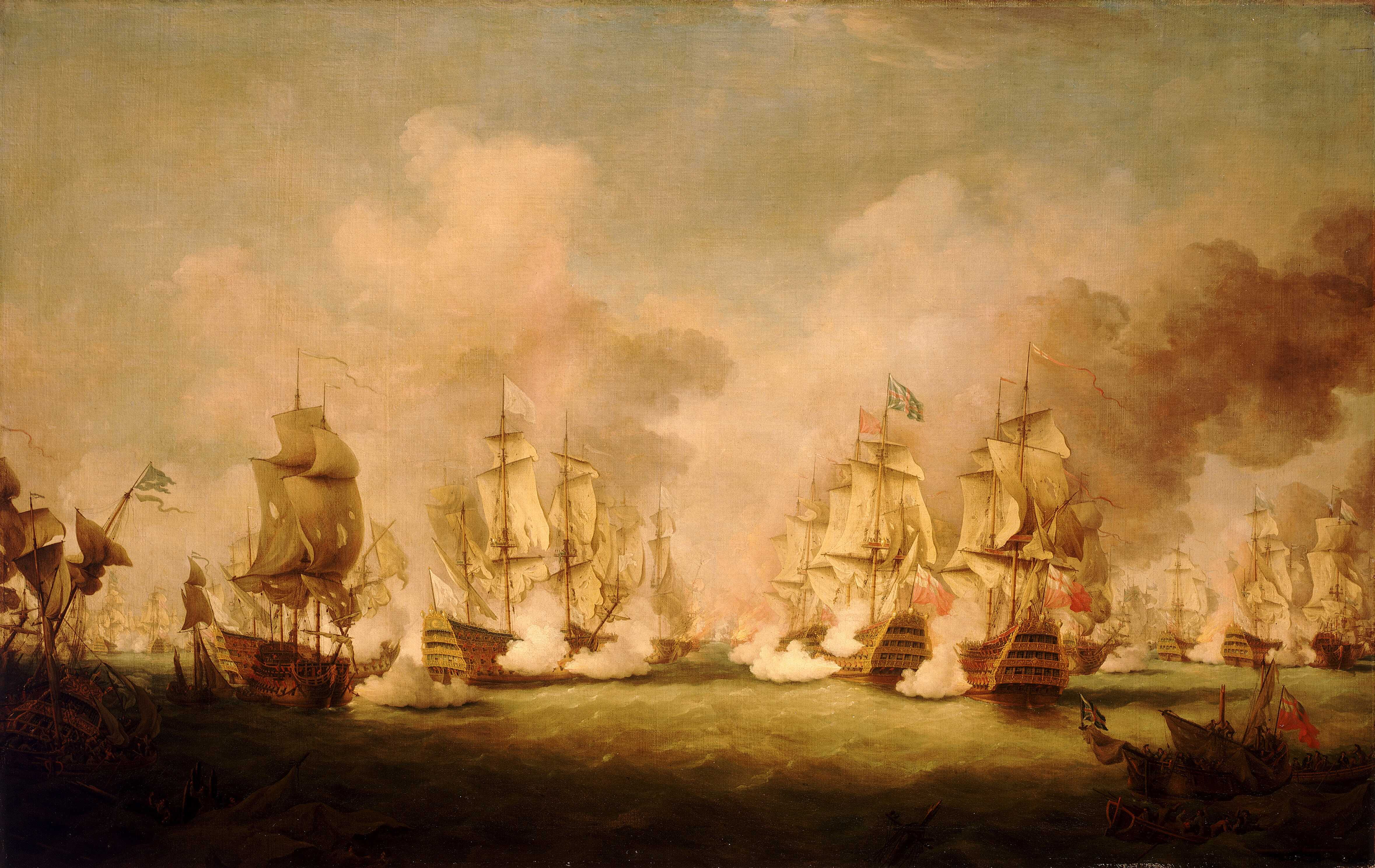
A Batalha de Barfleur, 29 de maio de 1692, pintado por Richard Paton.

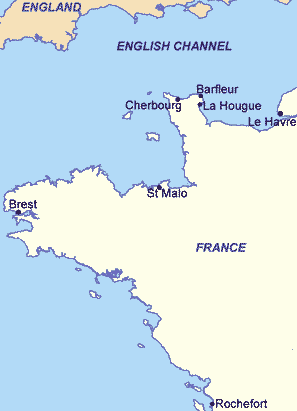
Um mapa do norte da França, com os locais da batalha destacados.

As frotas se avistaram na primeira luz do dia 29 de maio, perto do Cabo Barfleur. A história de que Tourville então realizou uma conferência com seus oficiais, cujo conselho, assim como sua própria opinião, eram contra a ação, parece imprecisa em vista das ordens estritas do rei para Tourville se engajar em combate. Ele também foi avisado pelos enviados de Jaime II para esperar algumas deserções de capitães ingleses com simpatias jacobitas, embora nenhum de fato o tenha feito. As frotas se aproximaram lentamente na leve brisa do sudoeste: Russell do nordeste e Tourville, que tinha a posição vantajosa, do sul, em um bordo de estibordo para colocar sua linha de batalha em contato com a de Russell. Ambas as frotas estavam divididas em três esquadrões, cada um dividido em três divisões.
Devido às condições calmas, não foi antes das 10 horas da manhã, quatro horas após se avistarem pela primeira vez, que as duas frotas se enfrentaram. Enquanto mantinha a posição favorávele, Tourville conseguiu romper o combate quando cumpriu suas ordens de danificar o inimigo. Ele reforçou seu centro, o esquadrão Branco sob seu próprio comando, para enfrentar o esquadrão Vermelho de Russell com números quase iguais. Em outros lugares, ele procurou minimizar os danos estendendo e recusando a vanguarda, para evitar que fossem viradas e sobrecarregadas, enquanto a retaguarda era retida para manter a posição favorável. Russell respondeu segurando o fogo o máximo possível, para permitir que os franceses se aproximassem. Almonde, na vanguarda, estendeu-se para tentar sobrepor a linha francesa, enquanto Ashby, com a retaguarda e um pouco distante, procurou se aproximar e colocar seu esquadrão Azul em ação. Por volta das 11 horas, e pelas próximas horas, ambas as frotas bombardearam uma à outra, causando danos consideráveis.

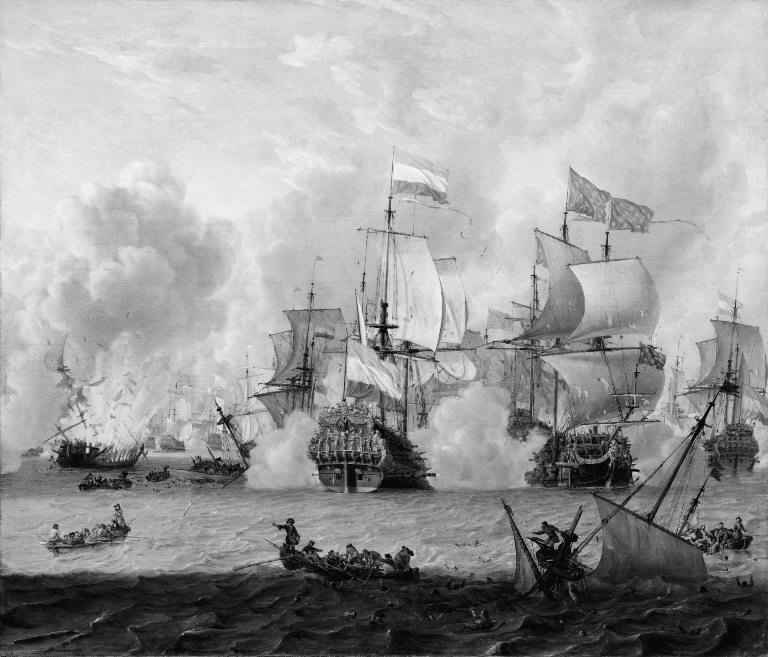
Navios holandeses e franceses em Barfleur, por Abraham Storck.

A batalha continuou pelo resto do dia e noite adentro, e foi cheia de incidentes. Às 13 horas, uma mudança no vento permitiu que o Contra-Almirante Sir Cloudesley Shovell rompesse a linha francesa e os holandeses começassem a envolver a vanguarda inimiga. Uma calmaria plana desceu às 16 horas, deixando ambas as frotas em uma névoa. Às 18:00, Tourville conseguiu usar a maré para ganhar uma trégua, e Shovell usou a mesma maré às 20:00 para um ataque com um navio de fogos.
Às 18 horas, a batalha estava quase acabando. Surpreendentemente, apesar de a maioria dos navios de ambos os lados tenha sido danificada, alguns severamente, nenhum navio de nenhuma das linhas de batalha foi perdido. Na virada da maré, Tourville novamente aproveitou isso para cortar os cabos e ser levado pelo canal na vazante, para longe da cena da batalha. Russell também cortou quando percebeu o que havia acontecido, para perseguir os franceses durante a noite. Em 30 de maio, a retirada francesa foi dificultada pelo vento e pela maré e pelo fato de que, devido a preocupações de custos pelo Ministério Naval Francês, muitos dos navios tinham âncoras inadequadas para suportar as fortes corridas de maré na região. O porto francês mais próximo, Cherbourg não era fortificado.

### Perseguição

A Batalha de Barfleur, por Ludolf Backhuysen.

A primeira luz do dia 30 de maio viu a frota francesa espalhada em grupos por uma ampla área. Ao norte da cena da batalha, e indo para o norte, estavam Gabaret e Langeron, com quatro navios entre eles. Eles contornaram a costa inglesa mais tarde naquele dia e seguiram para o Atlântico. Eventualmente, eles chegariam em segurança a Brest. Ao sul, André, Marquês de Nesmond, estava indo para sudeste em direção à costa da Normandia com seis navios. Dois deles seriam encalhados em Saint-Vaast-la-Hougue, enquanto outros dois mais tarde atracariam em Le Havre, um dos quais, L’Entendu, naufragou na entrada do porto. Nesmond, com os dois navios restantes Monarque e Aimable, passou pelo Estreito de Dover, foi para o norte ao redor da Grã-Bretanha e finalmente chegou em segurança a Brest. Seguindo para o oeste estava o corpo principal em três grupos: Villette liderando com quinze navios, seguido por d'Amfreville com doze, e Tourville fechando a retaguarda com sete. Os franceses conseguiram se aproximar durante o dia, mas Tourville foi prejudicado por seus esforços para salvar sua nau capitânia, Soleil Royal, que estava em uma condição lamentável. Ele reconheceu isso mais tarde naquele dia e transferiu sua capitânia para o L'Ambiteux.
Em 31 de maio, a frota francesa ancorou contra a maré em La Hague. O contingente líder, vinte e um navios, agora sob o comando de Pannetier, havia contornado o cabo e estava no estreito de Alderney Race, enquanto o restante, treze com Tourville e os outros oficiais comandantes, estavam a leste. À medida que o tempo piorava, esses navios começaram a arrastar suas âncoras e foram forçados a correr contra o vento e da maré. Russell perseguiu Tourville para o leste ao longo da costa de Cotentin. Tourville, sem âncoras, não conseguiu fazer mais do que encalhar seus navios. Três dos mais danificados foram forçados a encalhar em Cherbourg. O restante, dez navios, chegou a St. Vaast la Hougue, onde também encalharam, juntando-se aos dois da divisão de Nesmond que já estavam lá. Russell e os navios com ele, juntamente com alguns do esquadrão de Ashby, também partiram para persegui-lo, enquanto Ashby e Almonde continuaram a seguir o grupo de Pannetier.
Pannetier, para escapar da frota aliada que o perseguia, tentou fazer a perigosa passagem pelo estreito de Alderney race. Nisso ele foi ajudado por encontrar em sua tripulação um homem local, Hervé Riel, para atuar como piloto quando seus navegadores se opusessem. Almonde e Ashby não tentaram segui-lo. Eles foram criticados mais tarde por Russell por não fazê-lo, embora o único oficial comandante que conhecia as águas, Carter, tivesse morrido devido aos ferimentos. Almonde tentou perseguir levando seu esquadrão para o oeste de Alderney, mas o atraso permitiu que Pannetier avançasse muito, e Almonde abandonou a perseguição. Pannetier mais tarde chegou a Saint-Malo e à segurança, enquanto Almonde e Ashby viraram para o leste para se juntar a Russell em La Hougue.
O Soleil Royal, o Admirable e o Triomphant estavam em tão mau estado que tiveram que ser encalhados em Cherbourg. Eles foram destruídos lá no dia seguinte, 2 de junho, pelo Vice-Almirante Delaval, atacando de barcos longos e com navios de fogos. Enquanto isso, Russell havia se voltado contra os navios restantes. Eles buscaram refúgio em La Hougue, onde estariam sob a proteção das forças terrestres reunidas e de uma bateria. Em 13 e 14 de junho, os holandeses e ingleses atacaram com barcos longos. A essa altura, as tripulações francesas estavam exaustas e desanimadas. Os aliados mobilizaram com sucesso grupos de costa e navios de fogos que queimaram todos os doze navios franceses da linha que buscaram abrigo lá. Essa última ação foi celebrada na Inglaterra como a Batalha de La Hougue.

## Consequências

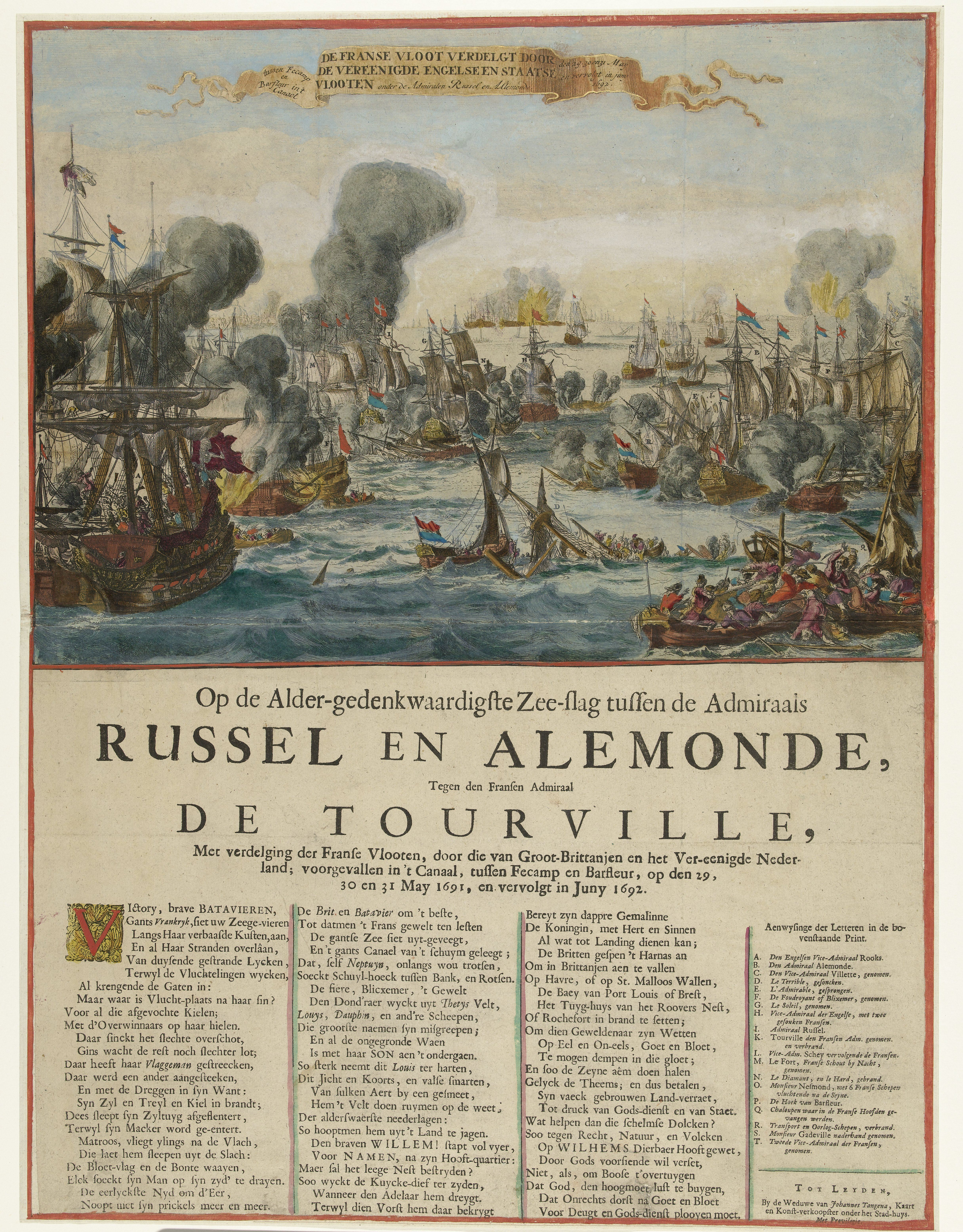
Folheto de notícias holandês sobre a batalha, por Romeyn de Hooghe.

A dispersão da frota francesa pôs fim aos planos de invasão, e a vitória dos Aliados foi comemorada na Inglaterra por uma parada naval. Após a batalha, os franceses abandonaram a ideia de buscar a superioridade naval por si só, adotando em vez disso uma estratégia continental em terra e buscando uma guerra contra o comércio no mar. A batalha é vista de forma diferente em ambos os lados do Canal da Mancha. Os ingleses viram a ação como uma única ação ao longo de seis dias. Ela foi frequentemente referida como a batalha de La Hougue, ou simplesmente Hougue. Por outro lado, os franceses viram as várias ações como batalhas separadas, de Barfleur, Cherbourg e La Hougue. No entanto, observadores mais neutros, como Mahan, também viram a ação como um todo, assim como Pemsel, e ações navais ao longo de um período de dias não eram incomuns para a época.
Cada lado considera o resultado de forma diferente. Os ingleses alegam ter sido uma vitória absoluta. Os franceses, embora reconheçam La Hougue e Cherbourg como derrotas, preferem reivindicar Barfleur como uma vitória. A visão inglesa disso como uma vitória total, embora plausível taticamente, é falha estrategicamente. Em tempos anteriores, era amplamente comemorada, embora na época de Mahan fosse vista como menos importante. O plano de invasão francês foi frustrado, mas La Hougue não foi o golpe devastador para a Marinha Francesa como se pensava. As perdas francesas foram rapidamente compensadas. No ano seguinte, Tourville conseguiu infligir uma derrota aos aliados na Batalha de Lagos. Embora os franceses tenham abandonado seus planos de invasão pelo resto do conflito e mudado para uma guerre de course (guerra de corrida), isso foi uma questão de política e não de necessidade.
No entanto, a visão francesa da ação em Barfleur como uma vitória é igualmente falha. As ações em Cherbourg e La Hougue só podem ser vistas como derrotas, mas a visão da ação em Barfleur como uma vitória não é sustentável. O objetivo estratégico, concentrar a frota e tomar o controle do canal antes que a frota aliada se reunisse, já havia falhado em 24 de maio, e a chance de invasão foi perdida mesmo que a batalha nunca tivesse ocorrido. Taticamente, Tourville fez o melhor que pôde de uma situação difícil. Ele fez uso habilidoso das marés, primeiro para desengajar sua frota e, depois, para escapar, mas sem navios perdidos de nenhum dos lados e a ação terminando com Russell em perseguição, pode ser vista, na melhor das hipóteses, como inconclusiva. No entanto, os historiadores geralmente reconhecem a habilidade, bravura, coragem e feroz capacidade de luta dos franceses nessa ação. Barfleur continua sendo uma ação celebrada na França, enquanto os ingleses reclamaram da falta de espírito entre seus capitães e dois tenentes foram levados à corte marcial e demitidos da marinha por recuar da batalha depois que seus capitães ficaram incapacitados.
Winston Churchill declarou que:

A batalha do Cabo La Hougue, com suas ações consequentes ... quebrou decisivamente para todas as guerras de Guilherme e Ana todas as pretensões francesas de supremacia no mar. Foi a Batalha de Trafalgar do século XVII. — Winston Churchill 